# F-Zero: Maximum Velocity
F-Zero: Maximum Velocity är titeln på ett spel som ingår i spelserien F-Zero. Denna version av spelet finns släppt till Game Boy Advance år 2001.